# Edward Balliol
Edward Balliol, född omkring 1283, död omkring 1363, var en skotsk tronpretendent, som en kort tid lyckades hävda sig, son till John Balliol.
Balliol fick efter Robert Bruces död (1329) understöd från England för att sätta sig i besittning av sin fars rike. Han landsteg i Skottland 1332, under det att earlen av Mar var riksföreståndare där, trängde med sin lilla styrka långt in i landet, vann en avgörande seger vid Dupplin Moor och blev krönt till kung. Men fastän han svor länsed åt Edvard III i England, kunde han inte behålla sig på Skottlands tron mer än några få år. Han nedlade 1356, efter många olyckliga öden, kronan i sin länsherres händer, vilken överlämnade den åt David Bruce. Edward Balliol dog i Doncaster som den siste av sin ätt.